# SAB:s klassifikationssystem
Klassifikationssystem för svenska bibliotek eller SAB-systemet är ett klassifikationssystem för bibliotek. 
SAB (Sveriges allmänna biblioteksförening) är ett klassifikationssystem som klassificerar framför allt böcker men även andra medier. Det används på många svenska folkbibliotek, skolbibliotek och forskningsbibliotek. Första upplagan kom 1921 och byggde på den klassifikation som då användes i de vetenskapliga bibliotekens accessionskatalog. Systemet går även under namnen "Klassifikationssystem för svenska bibliotek", "SAB-systemet" och "SAB:s klassifikationssystem". Föreningen SAB gick samman med Svenska Bibliotekariesamfundet (SBS) och bildade nuvarande Svensk biblioteksförening.

## Revideringar
SAB revideras med jämna mellanrum för att hänga med i utvecklingen av nya ämnesområden. Svensk biblioteksförenings kommitté för klassifikationssystem för svenska bibliotek (tidigare SAB:s kommitté för katalogisering och klassifikation) beslutar om ändringar, rättelser och tillämpningsanvisningar till SAB:s klassifikationssystem. Dels sker en fortlöpande revision där man till exempel preciserar innehållet i ett signum eller lägger till nya ämnen. Dels sker ibland ordentliga revisioner där hela systemet omarbetas. De stora revisionerna medför i regel en ny upplaga av klassifikationssystemet. Den senaste, åttonde upplagan påbörjades 2002 och togs i bruk hösten 2006.
Både forskningsbiblioteken (via KB) och folkbiblioteken (via Svensk Biblioteksförening) tog i slutet av 2008 var sitt principbeslut om att förorda en övergång till Dewey-systemet i stället. De främsta motiven att byta för forskningsbiblioteken är rationalisering – man kan för en stor del av litteraturen använda klassificeringar som redan gjorts vid utländska bibliotek, medan det för folkbiblioteken främst kom att handla om vikten av att ha samma klassifikationssystem i hela landet. För bägge parter sker en besparing när man slipper underhålla ett eget nationellt klassifikationssystem.

## Uppbyggnad
SAB är uppbyggt i en trädstruktur, där varje enskilt ämne har ett signum. Ett signum är en kod på en eller flera bokstäver och ibland andra tecken, och denna kod representerar ett ämne. Första bokstaven (versal) i ett signum anger huvudområde, till exempel C för religion. Ytterligare bokstäver (gemener) efter den första anger alltmer specialiserade ämnen, till exempel Cg för praktisk teologi och Cge för kateketik. Det finns ingen principiell gräns för hur många underkategorier som kan bildas.

## Tilläggsbeteckningar
Med hjälp av tilläggsbeteckningarna kan ett signum preciseras ytterligare. Följande tilläggsbeteckningar finns:
- Geografisk indelning (uttrycks med bindestreck)

Ab-c Bibliotek : Sverige eller Qaea-j Penningväsen : Frankrike.
- Kronologisk indelning (uttrycks med punkt)

Kc.3 Svensk historia : Medeltiden.
- Språklig indelning (uttrycks med likhetstecken)

Ohi=e Drogfrågan : på engelska.
- Aspekt (uttrycks med kolon)

F:do Språk : psykologi eller Pcj:k Teleteknik : historia.
- Biografi (uttrycks med z och namnet på den biografin handlar om)

Dcz Chomsky, Noam Logik och språkligt orienterad filosofi : biografier om Noam Chomsky
- Form (uttrycks med parenteser)

Ke(u) Engelsk historia : urkunder eller Vpg(p) Omvårdnad : periodica.
- Målgruppstillägg (uttrycks med komma eller genom att sättas före stamsignaturen)

Ih,u (eller uIh) Konsthantverk : för barn och ungdomar
- Målgrupp och medier (uttrycks med snedstreck)

Cba/LG Gamla testamentet : ljudupptagning, grammofonskiva
Dessutom finns särskilda tilläggsbeteckningar som bara kan användas på vissa signum.  Dessa börjar alltid med .0. Till exempel kan avdelningen Fc (Svenska språket) indelas
Fc.00 Svensk språkhistoria
Fc.01 Svensk grammatik
Fc.011 Svensk fonetik
Fc.02 Svenskt ordförråd
och så vidare.
Tilläggsbeteckningarna är i många fall hämtade ur det vanliga schemat. Till exempel överensstämmer de geografiska tilläggsbeteckningarna i stort med dem under N (Geografi). Fler än en tilläggsbeteckning kan användas. Till exempel Ab-c:b(p) Bibliotek : Sverige : Forskning : Periodica.

## Huvudklasserna i SAB
Benämns även signum.
- A – Bok- och biblioteksväsen
- B – Allmänt och blandat
- C – Religion
- D – Filosofi och psykologi
- E – Uppfostran och undervisning
- F – Språkvetenskap
- G – Litteraturvetenskap
- H – Skönlitteratur
- I – Konst, musik, teater, film, fotografi
- J – Arkeologi
- K – Historia
- L – Biografi med genealogi
- M – Etnografi, socialantropologi och etnologi
- N – Geografi och lokalhistoria
- O – Samhälls- och rättsvetenskap
- P – Teknik, industri och kommunikationer
- Q – Ekonomi och näringsväsen
- R – Idrott, lek och spel
- S – Militärväsen
- T – Matematik
- U – Naturvetenskap
- V – Medicin
- X – Musikalier
- Y – Musikinspelningar
- Å – Kartor - Numera finns kartor på N, geografi
- Ä – Tidningar